# Удсалі (Риуге)
Удсалі (ест. Udsali) — село в Естонії, входить до складу волості Риуге, повіту Вирумаа.